# Michał Belina-Czechowski
Michał Belina-Czechowski (ur. 25 września 1818 we wsi Sieciechowice koło Krakowa; zm. 25 lutego 1876 w Wiedniu) – pierwszy, nieformalny misjonarz Kościoła Adwentystów Dnia Siódmego działający na obszarze Europy; były ksiądz rzymskokatolicki, patriota i zwolennik Towarzystwa Demokratycznego Polskiego, propagator moralnego, trzeźwego i zdrowego stylu życia.

## Życiorys

### Młodość i edukacja
Pochodził z polskiego rodu szlacheckiego. Czechowski, po zakończeniu w 1835 edukacji w Krakowie, wstąpił do zakonu franciszkanów w Stopnicy, skąd po roku został przeniesiony do Pińczowa, gdzie uczył się teologii moralnej i mistycznej oraz łaciny i retoryki. Następnie podjął starania przeniesienia do Przyrowa, do klasztoru św. Anny, gdzie przygotowywał się do trwających trzy lata studiów filozoficznych w Piotrkowie Trybunalskim. Edukację w przyklasztornej szkole zakończył ordynacją diakońską, a następnie, po dalszych studiach z teologii dogmatycznej, zdał egzaminy końcowe w 1843 i otrzymał katolickie święcenia kapłańskie w bazylice Świętego Krzyża w Warszawie, po czym wrócił do Przyrowa jako wykładowca i opiekun nowicjuszy.

### Działalność w środowisku rzymskokatolickim
W okresie pracy oraz osobistych doświadczeń i studiów w Przyrowie, nastąpiła radykalizacja poglądów Czechowskiego. Krytyka jego objęła kwestie moralne duchowieństwa, wykorzystywanie konfesjonału do celów pozareligijnych, wszechwładzę papieży. Ostatecznie opuścił Przyrów i w roku 1844 udał się do Rzymu, niosąc do papieża petycję zawierającą surową ocenę moralności duchowieństwa i propozycje środków zaradczych. Zamiast oczekiwanej reakcji kurii rzymskiej, otrzymał dwukrotnie ponawianą intratną propozycję sześcioletniego wyjazdu do Jerozolimy w roli spowiednika polskich pielgrzymów, a po spełnionej misji, insygnia biskupie. Wizyta w Rzymie nie spełnia oczekiwań Czechowskiego. Łączące go więzy z Kościołem rzymskokatolickim uległy rozluźnieniu. Z Rzymu udał się do Paryża, gdzie czasowo pracował jako duchowny w kościele St. Severin. W swych licznych podróżach służył okresowo w parafiach biskupstwa wrocławskiego, w Altonie na przedmieściach Hamburga, a także w polskiej kolonii na przedmieściach Genewy, propagując wszędzie zasady trzeźwości i wstrzemięźliwości. We wrześniu 1850 r. zrezygnował ze święceń kapłańskich i wkrótce w Szwajcarii pojął za żonę Marię Wirginię Delavouet.

### Działalność polityczna
Był także uczestnikiem ruchów narodowo-wyzwoleńczych, w tym Związku Chłopskiego ks. Piotra Ściegiennego. Działalność religijno-społeczna Czechowskiego związana była z licznymi podróżami w warunkach utrudnień narzuconych przez zaborców Polski. Wielokrotnie przekraczał nielegalnie granice, dlatego został przez carskie władze wpisany na „czarną listę” i nie mógł poruszać się po ziemiach zaboru rosyjskiego. Z tego powodu znalazł się w kręgu represyjnej polityki zaborców.
Czechowski przebywając w 1845 w Rzymie otrzymał od księcia Adama Czartoryskiego zaproszenie do Paryża. Skorzystał z niego, ale okazało się, że bliższe były mu idee Towarzystwa Demokratycznego Polskiego, aniżeli polityków skupionych wokół księcia, tworzących stronnictwo zwane „Hotelem Lambert”. Współpracując z Towarzystwem wszedł w skład Komisji Pomocy Emigrantom, nie zrywając jednak kontaktów z Czartoryskim i przy jego poparciu udał się do zaboru pruskiego, gdzie działał na obszarze biskupstwa wrocławskiego. W 1846 Czechowski został aresztowany i osadzony w Poznaniu za działalność polityczną. Po wielu miesiącach śledztwa okazało się, że przypisano mu działalność innego poszukiwanego patrioty. Po uniewinnieniu został jednak deportowany do Berlina. Począwszy od 1 stycznia 1848 roku przebywał w Paryżu w atmosferze rewolucyjnego wrzenia Wiosny Ludów. Był współorganizatorem wyzwoleńczego legionu składającego się z około pięciuset Polaków i dwustu Francuzów, który wyruszył w stronę Polski, entuzjastycznie żegnany przez paryżan. Czechowski pełnił rolę kapelana w tym niewielkim legionie, który został rozbity po porażce pod Mirosławem, leżącym w pobliżu Zielonej Góry. Czechowski wrócił do Paryża i kontynuował swoje polityczne cele aż do lipca 1849. Wówczas otrzymał od Prefekta Policji nakaz opuszczenia stolicy Francji za zakłócanie porządku i spokoju publicznego. Po wyjeździe z Paryża udał się do Szwajcarii i praktycznie zerwał z polityką.

### Działalność religijna w środowisku protestanckim
W 1851 Czechowski udał się do Anglii, gdzie poznał baptystów, którzy umożliwili mu darmową podróż do Nowego Jorku. Ze Stanów Zjednoczonych udał się do Kanady, gdzie bliżej zapoznał się ze środowiskiem protestanckim. W roku 1852 przystąpił do Kościoła baptystycznego i został w nim ochrzczony. Pod koniec 1854 został baptystycznym ewangelistą, a niedługo potem pastorem i z dużym powodzeniem prowadził misję wśród francuskich Kanadyjczyków.
W 1856 Czechowski poznał Jakuba White’a, który prowadził ewangelizację w Battle Creek w stanie Michigan. Pierwszy raz usłyszał podstawową zasadę adwentystów dotyczącą rychłego powrotu Jezusa Chrystusa. Po przyjęciu tych nauk latem 1857 r. wziął udział w spotkaniach namiotowych prowadzonych przez adwentystycznego kaznodzieję Merritta Cornella i został ochrzczony, stając się wyznawcą Kościoła Adwentystów Dnia Siódmego. W dniu 21 maja 1858 został powołany na duchownego adwentystów dnia siódmego. Odnosił znaczne sukcesy w pracy ewangelizacyjnej wśród francuskojęzycznej ludności. W prowadzonych wykładach propagował zdrowy styl życia; zwalczał alkoholizm i palenie papierosów. Był pierwszą znaczącą postacią w kręgach adwentystycznych, łączącą teologię z poselstwem zdrowia. Prowadził misję m.in. w Vermont, Nowym Jorku, a następnie znowu w Vermont, gdzie napisał i opublikował swą biografię oraz zarys historii swojej ojczyzny.
Publikacje nie przyniosły spodziewanych zysków i nadwerężyły i tak niełatwą sytuację materialną rodziny Czechowskiego. Zarządzanie finansami nigdy nie było jego mocną stroną. Liczne trudności i problemy materialne zrodziły w nim pragnienie oderwania się od przytłaczającej rzeczywistości. W tych warunkach rozważał myśl powrotu do Europy, aby adwentowe idee zanieść w pierwszym rzędzie francuskim waldensom w dolinie Lucerny, niedaleko Turynu, a w dalszej kolejności marzył o ogłoszeniu nadziei adwentowej innym ludom Europy, również Słowianom, w tym i swoim rodakom. W styczniu 1864 przekazał swój pomysł Generalnej Konferencji Kościoła Adwentystów Dnia Siódmego. Nie został on zaakceptowany. Główna przyczyna odmowy wiązała się ze zrozumieniem, że proponowane przedsięwzięcie ma również wymiar menadżerski, który jest słabą stroną Czechowskiego. Decyzję podjęły osoby, które kilka razy organizowały dary na spłatę długów związanych z pracą Czechowskiego. Odrzucenie pomysłu doprowadziło do ochłodzenia stosunków pomiędzy zaangażowanymi stronami.
Czechowski nie zrezygnował ze swojego pomysłu. Uzyskał przychylną ocenę planu swego przedsięwzięcia przez adwentystów dnia pierwszego, którzy akceptują i finansują jego misjonarski wyjazd do Europy, po uzyskaniu informacji o różnicy zdań Czechowskiego i administracji adwentystów dnia siódmego w sprawie zagranicznych misji. Adwentyści dnia pierwszego założyli, że stanowisko ich i Czechowskiego w teologicznych kwestiach jest identyczne. Tak jednak nie było.
Do Europy powrócił w roku 1864. Chociaż był finansowany przez adwentystów dnia pierwszego, po przyjeździe do Europy zakładał pierwsze zbory adwentystów dnia siódmego we Włoszech, Szwajcarii (gdzie utworzył również wydawnictwo), w Niemczech, na Węgrzech, w Rumunii i w końcu w Austrii. Był więc pierwszym, aczkolwiek nieformalnym, misjonarzem adwentystów dnia siódmego w Europie. Posiadając paszport amerykański poruszał się bez przeszkód po starym kontynencie. Swym europejskim współwyznawcom nie ujawnił istnienia Kościoła Adwentystów Dnia Siódmego w Stanach Zjednoczonych. Fakt ten został odkryty przypadkowo i w efekcie została nawiązana komunikacja między dwoma ośrodkami adwentyzmu.
Czechowski głosił w Europie idee adwentyzmu z właściwym mu zapałem, ale również z charakterystyczną dla niego wiarą, że finanse misyjne samoczynnie pomyślnie się ułożą. Wskutek tego popadł w biedę, która przyczyniła się do przedwczesnego zgonu. Zaniemógł w podróży z Rumunii do Włoch i prawdopodobnie wskutek niedostatku nie mógł zapewnić sobie stosownej pomocy medycznej. Zmarł w Wiedniu i tam został pochowany prawdopodobnie w zbiorowej mogile.
Do Polski jako emigrant polityczny nie mógł wrócić, choć bardzo tego pragnął. 29 sierpnia 1858 roku w liście do Ellen G. White pisał: „Czuję wyraźnie, że ciąży na mnie wielka odpowiedzialność za mój ukochany i nieszczęśliwy naród polski i muszę uczynić wszystko, co w mej mocy, aby oświecić go prawdami Pisma Świętego”.